# گیلمن (مینه‌سوتا)
گیلمن، مینه‌سوتا (به انگلیسی: Gilman, Minnesota) یک شهر در ایالات متحده آمریکا است که در شهرستان بنتون واقع شده‌است.

## خصوصیات
گیلمن ۱٫۳۷ کیلومترمربع مساحت و ۲۲۴ نفر جمعیت دارد و ۳۶۳ متر بالاتر از سطح دریا واقع شده‌است.